# Malagoniella cupreicollis
Malagoniella cupreicollis là một loài bọ cánh cứng trong họ Bọ hung (Scarabaeidae).